# Hughie Jennings
Hugh Ambrose Jennings (Pittston, 2 aprile 1869 – Scranton, 1º febbraio 1928) è stato un giocatore di baseball e allenatore di baseball statunitense che ha giocato nei ruoli di interbase e prima base nella Major League Baseball (MLB). È stato introdotto nella National Baseball Hall of Fame nel 1945 per i meriti come giocatore.

## Carriera
Jennings fu il leader, sia come battitore che come interbase, dei Baltimore Orioles che vinsero il titolo della National League per tre anni consecutivi dal 1894 al 1896. Nel corso di quelle tre stagioni, Jennings batté 355 punti battuti a casa (RBI), ed ebbe una media battuta, rispettivamente, di .335, .386 e .401. Jennings fu un giocatore aggressivo che non si spaventava di essere colpito dalla palla per raggiungere le basi. Nel 1896 fu colpito un totale di 51 volte, un record della MLB che non è mai stato superato. È anche il leader di tutti i tempi per essere stato colpito 287 volte, con Craig Biggio (ritiratosi nel 2007) che è il leader dell'era moderna con 285. Jennings giocò anche per i Brooklyn Superbas (i futuri Dodgers) che vinsero il pennant della National League nel 1899 e 1900. In seguito fu manager dei Detroit Tigers, dove si distinse per la sua personalità colorita. Jennings soffrì un esaurimento nervoso nel 1925 che lo costrinse a lasciare la Major League Baseball.

## Palmarès

### Club
- World Series: 2

New York Giants: 1921, 1922 (come assistente allenatore)